# マルティニスト会

マルティニスト会の印章

マルティニスト会（フランス語: Ordre Martiniste、ドイツ語: Martinistenorden、英語: Martinist Order）は、18世紀にマルティネス・ド・パスカーリ（1727?-1774）によって設立された“エリュ･コーエン”（Élus Coëns「選ばれた祭司」）として知られている組織。
マルティニスト会は、入門儀式形式の組織で、基本的にはユダヤ－キリスト教神秘主義に基づく道徳的騎士道を教えた。「名も無き哲学者」というペンネームで著作を行っていた、フランスの神秘家であり著述家であったルイ・クロード・ド・サンマルタン（1743-1803）から名称は採られた。
19世紀の末期に秘伝主義者であったパピュス（Papus）によって組織化された。